# Требесињ
Требесињ је насеље у општини Херцег Нови у Црној Гори. Према попису из 2003. било је 224 становника (према попису из 1991. било је 91 становника).

## Географија
Село Требесињ се налази у залеђу Херцег Новог изнад насеља Игала. У Требесињу се мјешају планинска и медитеранска клима, па је зато повољно за бављење пољопривредом. Село је великог туристичког значаја за Херцег Нови. Становништво је већином старије популације.

## Демографија
У насељу Требесињ живи 185 пунолетних становника, а просечна старост становништва износи 40,4 година (39,3 код мушкараца и 41,5 код жена). У насељу има 82 домаћинства, а просечан број чланова по домаћинству је 2,73.
Становништво у овом насељу веома је хетерогено.
|  |

| Демографија | Демографија | Демографија |
| Година      | Становника  | Становника  |
| ----------- | ----------- | ----------- |
|             |             |             |
|             |             |             |
|             |             |             |
|             |             |             |
| 1948.       | 112         |             |
| 1953.       | 123         |             |
| 1961.       | 105         |             |
| 1971.       | 85          |             |
| 1981.       | 91          |             |
| 1991.       | 91          | 90          |
| 2003.       | 230         | 224         |
|             |             |             |

| Етнички састав према попису из 2003.‍ | Етнички састав према попису из 2003.‍ | Етнички састав према попису из 2003.‍ | Етнички састав према попису из 2003.‍ | Етнички састав према попису из 2003.‍ |
| ------------------------------------ | ------------------------------------ | ------------------------------------ | ------------------------------------ | ------------------------------------ |
|                                      |                                      |                                      |                                      |                                      |
| Срби                                 | Срби                                 |                                      | 133                                  | 59,37%                               |
| Црногорци                            | Црногорци                            |                                      | 67                                   | 29,91%                               |
| Хрвати                               | Хрвати                               |                                      | 4                                    | 1,78%                                |
| Македонци                            | Македонци                            |                                      | 1                                    | 0,44%                                |
| непознато                            | непознато                            |                                      | 16                                   | 7,14%                                |

| Година пописа     | 1948. | 1953. | 1961. | 1971. | 1981. | 1991. | 2003. |
| ----------------- | ----- | ----- | ----- | ----- | ----- | ----- | ----- |
| Број домаћинстава | 29    | 33    | 27    | 26    | 32    | 34    | 82    |

| Број чланова      | 1  | 2  | 3  | 4  | 5  | 6 | 7 | 8 | 9 | 10 и више | Просек |
| ----------------- | -- | -- | -- | -- | -- | - | - | - | - | --------- | ------ |
| Број домаћинстава | 82 | 24 | 18 | 11 | 22 | 1 | 4 | 2 | 0 | 0         | 0      |

| Пол    | Укупно | Неожењен/Неудата | Ожењен/Удата | Удовац/Удовица | Разведен/Разведена | Непознато |
| ------ | ------ | ---------------- | ------------ | -------------- | ------------------ | --------- |
| Мушки  | 102    | 35               | 58           | 3              | 6                  | 0         |
| Женски | 92     | 18               | 53           | 12             | 9                  | 0         |
| УКУПНО | 194    | 53               | 111          | 15             | 15                 | 0         |

| Пол    | Укупно                    | Пољопривреда, лов и шумарство | Рибарство                            | Вађење руде и камена | Прерађивачка индустрија       |
| ------ | ------------------------- | ----------------------------- | ------------------------------------ | -------------------- | ----------------------------- |
| Мушки  | 50                        | 1                             | 0                                    | 0                    | 2                             |
| Женски | 32                        | 0                             | 0                                    | 0                    | 3                             |
| УКУПНО | 82                        | 1                             | 0                                    | 0                    | 5                             |
| Пол    | Производња и снабдевање   | Грађевинарство                | Трговина                             | Хотели и ресторани   | Саобраћај, складиштење и везе |
| Мушки  | 2                         | 5                             | 12                                   | 4                    | 5                             |
| Женски | 0                         | 1                             | 7                                    | 12                   | 1                             |
| УКУПНО | 2                         | 6                             | 19                                   | 16                   | 6                             |
| Пол    | Финансијско посредовање   | Некретнине                    | Државна управа и одбрана             | Образовање           | Здравствени и социјални рад   |
| Мушки  | 1                         | 1                             | 13                                   | 0                    | 2                             |
| Женски | 0                         | 1                             | 0                                    | 2                    | 4                             |
| УКУПНО | 1                         | 2                             | 13                                   | 2                    | 6                             |
| Пол    | Остале услужне активности | Приватна домаћинства          | Екстериторијалне организације и тела | Непознато            | Непознато                     |
| Мушки  | 1                         | 0                             | 0                                    | 1                    | 1                             |
| Женски | 1                         | 0                             | 0                                    | 0                    | 0                             |
| УКУПНО | 2                         | 0                             | 0                                    | 1                    | 1                             |

## Култура
У селу се налазе двије цркве: светог Томе и светог Петра која је у рушевинама. У Требесињу највише људи слави Лазареву Суботу-Врбицу.